# Greasy Kid Stuff
Greasy Kid Stuff é o segundo EP do grupo musical estadunidense Gym Class Heroes, lançado independentemente em 2000,  O álbum antecedeu o ...For the Kids. No álbum estão incluídas as canções "Pig Latin", "Crab Apple Kids", "This Thing Called Life" e "No Woman No Cry".

## Formação
A formação da banda Gym Class Heroes ao gravar o álbum Greasy Kid Stuff, estava com Travis McCoy como vocalista principal, Milo Bonacci como guitarrista, antes de Disashi Lumumba-Kasongo substituí-lo durante o ano 2004, Ryan Geise nos sons de baixo e vocais secundários, também antes de ser substituído, por Eric Roberts.

## Faixas
1. "This Thing Called Life" - 4:45
2. "Oh My God" - 3:40
3. "Crab Apple Kids" - 5:30
4. "Swing Joint" - 3:28
5. "A Song For Noah" - 4:08
6. "Pig Latin" - 4:01
7. "No Woman, No Cry" (ao vivo) - 4:03